# Torbera de Dar Fatma
La torbera de Dar Fatma és una zona humida al nord-oest de Tunísia, governació de Jendouba, delegació d'Aïn Draham, creada per ordre ministerial el 18 de desembre 1993 amb una superfície de 15 hectàrees a una altura d'uns 800 metres sobre el nivell del mar. Hi conviuen ocells, rèptils, mamífers, amfibis, insectes i 150 varietats de plantes algunes de les quals no es troben en cap altre lloc del país. Els últims anys s'ha degradat i el lloc ha perdut capacitat per acollir a una part de les aus migratòries 